# Serena Wines – Acqua Maniva Tennis Cup Internazionali del Friuli Venezia Giulia 2023
Der Serena Wines – Acqua Maniva Tennis Cup Internazionali del Friuli Venezia Giulia 2023 war ein Tennisturnier der ITF Women’s World Tennis Tour 2023 für Damen und ein Tennisturnier der ATP Challenger Tour 2023 für Herren in Cordenons und fand für die Damen vom 31. Juli bis 6. August und für die Herren unmittelbar folgend vom 7. bis 13. August 2023 statt.